# Takeo Harada
Takeo Harada (født 2. oktober 1971) er en tidligere japansk fodboldspiller og træner.
Han har spillet for flere forskellige klubber i sin karriere, herunder Yokohama Flügels og Cerezo Osaka.
Han har tidligere trænet Giravanz Kitakyushu.